# 基利堅河
基利堅河（烏克蘭語：Кильтень），是烏克蘭的河流，位於該國中部，屬於大維西河的左支流，流經基洛夫格勒州，河道全長39公里，集水區面積282平方公里，河畔城鎮有斯莫利內。